# Ханжарово
Ханжарово (баш. Хәнйәр) — деревня в Аксёновском сельсовете муниципального района Альшеевский район Республики Башкортостан России, относится к Аксеновскому сельсовету. До 2008 года входила в состав Кайраклинского сельсовета.

## Население
| 2002 | 2009 | 2010 |
| ---- | ---- | ---- |
| 253  | ↘220 | ↗226 |

Согласно переписи 2002 года, преобладающая национальность — татары (78 %).

## Географическое положение
Расстояние до:
- районного центра (Раевский): 35 км,
- центра сельсовета (Аксеново): 17 км,
- ближайшей железнодорожной станции (Аксеново): 10 км.